# Karabin Kel-Tec RFB
Kel-Tec Rifle Forward ejection Bullpup (RFB) – amerykański karabin samopowtarzalny w układzie bullpup zaprezentowany podczas targów Shot Show 2007.
Kel-Tec RFB jest obok FN F2000 i KBP A-91M jedną z niewielu broni w układzie bullpup jednakowo łatwą w obsłudze przez strzelców prawo- i leworęcznych. Osiągnięto to poprzez zastąpienie klasycznego okna wyrzutowego łusek umieszczonego z boku komory zamkowej kanałem, którego wylot znajduje się przed łożem. Karabin ma być produkowany na rynek cywilny w trzech wersjach: Target, Sporter i Carbine różniących się długością lufy. Poza tym trwają prace nad wersją samoczynno-samopowtarzalną oraz odmianą kalibru 5,56 × 45 mm.